# Église Saint-Loup de Saint-Arcons-d'Allier
Pour les articles homonymes, voir Église Saint-Loup.
L'église Saint-Loup est une église catholique située sur la commune de Saint-Arcons-d'Allier, dans le département français de la Haute-Loire en région Auvergne-Rhône-Alpes.

## Localisation
L'église est située dans le département français de la Haute-Loire, sur la commune de Saint-Arcons-d'Allier, dans l'ancienne région historique et culturelle d'Auvergne.

## Historique
Construite au XIIe siècle, l'église a été complétée par l'ajout des chapelles latérales aux XVe siècle et XVIe siècle. Cependant, elle a subi des pertes importantes, notamment la perte de son chevet due à l'effondrement du clocher, ainsi que la partie occidentale de l'édifice. Le clocher a été reconstruit en 1814 avec un plan carré. Ce qui reste de l'église se compose d'une nef de trois travées, entourée de chapelles. À l'intérieur, on peut admirer des éléments sculptés d'une grande qualité, tels que les chapiteaux romans de l'arc triomphal et des piliers de la nef, des consoles de voûte d'ogives du XVIe siècle, ainsi qu'une clé de voûte datée de 1503 représentant l'Agneau mystique entouré de deux anges.

## Protection
L'église paroissiale est inscrite au titre des monuments historiques par arrêté du 20 février 1980.